# Сазонов, Дмитрий Валерьевич
Дмитрий Валерьевич Сазо́нов (род. 4 сентября 1973 года, г. Пермь) — российский государственный и политический деятель. Депутат Государственной думы Федерального собрания Российской Федерации VII созыва по одномандатному округу № 61. Заместитель Председателя комитета ГД по экономической политике, промышленности, инновационному развитию и предпринимательству (2016—2021).

## Биография

### Образование
В 1996 году Дмитрий Сазонов закончил Пермский государственный университет по специальности «Прикладная математика», в 2000 году — Пермский государственный технический университет по специальности «Экономика и управление предприятием». Кандидат экономических наук. В 2001 году получил диплом МВА, в 2012 году получил диплом по программе DBA в Институте экономики УРО РАН в г. Екатеринбург.
В рамках своей научной деятельности Дмитрий Сазонов активно участвует в проведении исследований предпринимательской среды. Им опубликованы статьи «Предпринимательская мотивация менеджеров высшего звена» и «Методологические подходы к формированию подсистем предпринимательства в регионах России».

### Трудовая деятельность
В семнадцатилетнем возрасте (1990-1991) начинал свой трудовой путь в совхозе «В-Муллинский» трактористом-машинистом 3 класса. Далее по окончании университета 5 лет работал учителем математики в Кондратовской средней общеобразовательной школе. С 2000 года — директор ООО «Интернет-Пермь». А с 2004 года директор ООО «Оздоровительный комплекс Иван-гора». В 2008 году Дмитрий Сазонов, находясь в кадровом резерве Губернатора Пермского края, был приглашён на должность заместителя министра, начальника управления Министерства развития торговли и предпринимательства Пермского края (с мая 2009 года — Министерство развития предпринимательства и торговли Пермского края). Занимая активную гражданскую позицию, Дмитрий Сазонов считает, что можно приносить пользу обществу не только на госслужбе, но и занимаясь общественными делами. Так, в 2011 году становится исполнительным директором Пермского регионального отделения Общероссийской Общественной организации малого и среднего предпринимательства «ОПОРА РОССИИ». В 2012 году занимает позицию председателя Пермского регионального отделения «ОПОРА РОССИИ». Далее до 2016 года является директором некоммерческого партнёрства «Аэродром Фролово ДОСААФ России», а также имеет свидетельство пилота сверхлёгкого воздушного судна. В 2013 году избран представителем от Пермского края в Общественную Палату Российской Федерации, а также утверждён на пост председателя комиссии ОП РФ по развитию малого и среднего бизнеса. С 2016 года — депутат Государственной думы Федерального собрания Российской Федерации VII созыва, заместитель Председателя комитета ГД по экономической политике, промышленности, инновационному развитию и предпринимательству.

### Общественная деятельность
В 2001 году Дмитрий Сазонов принимал непосредственное участие в организации клуба IT-директоров промышленных предприятий Пермского региона, а в 2002 году стал одним из организаторов первой Интернет-конференции губернатора Пермской области Трутнева Ю.П. с жителями Пермского края. С 2004 по 2005 годы Дмитрий Сазонов возглавлял федерацию горнолыжного спорта и сноубординга Пермской области. В 2010 году начал вести активную общественную деятельность в «ДОСААФ России».
В 2012 году Дмитрий Сазонов избран членом Общественной Палаты Пермского края и возглавлял комиссию по экономическому развитию, инновациям и созданию комфортной среды для жизни. В рамках деятельности в Общественной Палате уделял особое внимание реализации проектов общественного контроля в сфере ЖКХ.
С 2012 по 2016 годы — председатель Пермского регионального отделения общероссийской общественной организации малого и среднего предпринимательства «ОПОРА РОССИИ». С 2013 года член Правления Общероссийской общественной организации «ОПОРА РОССИИ».
В 2013 году стал одним из инициаторов создания Совета по предпринимательству при губернаторе Пермского края и по итогам голосования занял пост сопредседателя Совета от предпринимательского сообщества.
В 2013 году Пермское региональное отделение «Опоры России» приняло активное участие в сборе подписей под обращением к президенту РФ о внесении изменения в законодательную норму о размере страхового взноса для индивидуальных предпринимателей (ИП). Пермское отделение благодаря слаженной работе организации под руководством Дмитрия Сазонова собрало более 4500 подписей от субъектов малого и среднего бизнеса Пермского края и заняло третье место среди регионов России.
С 2013 года сопредседатель Пермского регионального отделения общероссийского общественного движения «Народный фронт. „За Россию“», 2016-2018 года — член центрального штаба ОНФ.
В 2014 году избран руководителем комиссии по инфраструктуре Общественной Палаты Пермского края. В этом же году избран представителем от Пермского края в Общественную Палату Российской Федерации, а также утверждён на пост председателя комиссии ОП РФ по развитию малого и среднего бизнеса.
С 2015 по 2018 годы — вице-президент Общероссийской общественной организации малого и среднего предпринимательства «ОПОРА РОССИИ», с конца 2018 года является членом Президиума общественной организации.
В настоящее время ведёт активную общественную работу в качестве члена ОНФ — модератор тематических площадок «Цифровая экономика» и «Малое и среднее предпринимательство и поддержка индивидуальной предпринимательской инициативы». А также является членом попечительского Совета театра «У моста», инициатором «Спортивных дней» в территориях Пермского края.
Поддерживает и помогает тиражированию в территории своего округа и всего Пермского края инклюзивные проекты для детей и их родителей «Лыжи мечты», активно поддерживает и принимает участие в проведении "Ежегодного международного форума «Доброволец России».
По инициативе Дмитрия Сазонова работала информационно-коммуникативная площадка для СМИ Пермского края Медиадром.

## Депутат Государственной Думы

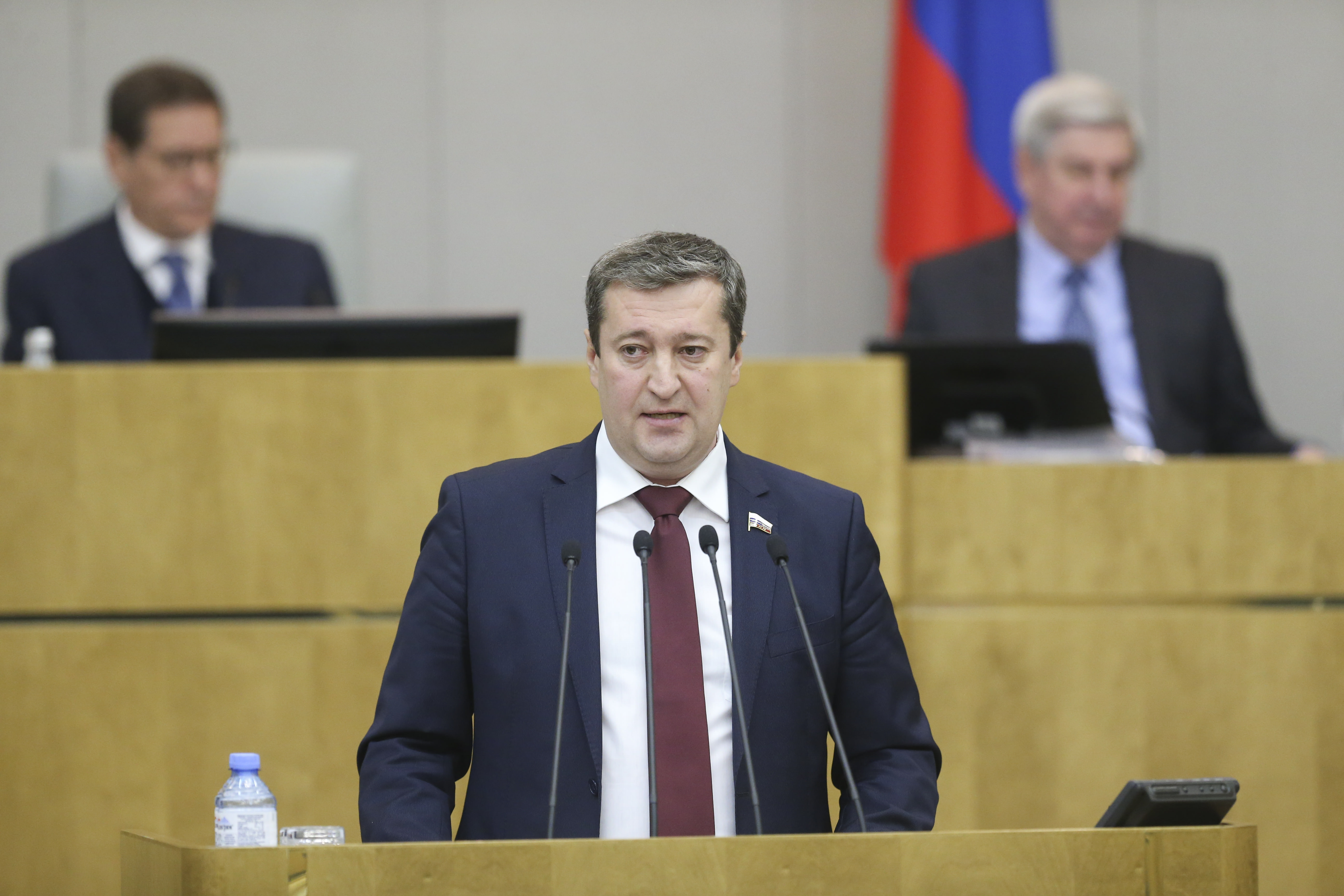
Дмитрий Сазонов выступает на пленарном заседании Государственной Думы

С 2016 года депутат Государственной Думы ФС РФ VII созыва по одномандатному избирательному округу № 61 Пермский край — «Кудымкарский»:
- заместитель председателя комитета ГД по экономической политике, промышленности, инновационному развитию и предпринимательству[1];
- координатор Экспертного совета по эффективному управлению и повышению производительности труда при Комитете[18];
- координатор Экспертного совета по цифровой экономике и технологий блокчейн при Комитете[19];
- руководитель Экспертно-консультативного совета фракции ВПП «ЕДИНАЯ РОССИЯ» в Государственной Думе по взаимодействию с бизнес-сообществом и совершенствованию законодательства в сфере предпринимательства и цифровой экономике[20].

В статусе депутата ГД ФС РФ вошёл в составы вновь сформированных общественных советов при губернаторе Пермского края:
- Общественный Совет по предпринимательству и улучшению инвестиционного климата в Пермском крае при губернаторе Пермского края (Указ губернатора Пермского края от 14.-8.2017 № 115)[21];
- Общественный совет по физической культуре и спорту при губернаторе Пермского края[22];
- Координационный совет по развитию цифровой экономики в Пермском крае при губернаторе Пермского края[23];
- Координационный совет по реализации национальной стратегии действий в интересах детей на 2012—2017 г.г.[24];
- Общественный совет главных врачей Пермского края.

В 2017 году благодаря совместному мониторингу с предпринимательской платформой «ЕДИНАЯ РОССИЯ» удалось добиться для малого бизнеса отсрочки на внедрение онлайн-касс и налоговый вычет на сумму, потраченную на приобретение контрольно-кассовой техники. Согласно изменениям в Федеральном законе «О применении контрольно-кассовой техники» до 1 июня 2019 года предусмотрена возможность не применять ККТ для предприятий, применяющих ЕНВД и ПСН, занимающихся определёнными видами предпринимательской деятельности. Индивидуальные предприниматели, не имеющие наёмных работников, которые осуществляют торговлю с использованием торговых автоматов, также вправе не применять ККТ. В мониторинге приняли участие более 5 250 предпринимателей из 85 субъектов Российской Федерации. Дмитрий Сазонов руководил мониторинговой группой по внедрению онлайн-касс внутрипартийной Платформы партии «ЕДИНАЯ РОССИЯ» по поддержке предпринимательской инициативы.
В конце 2018 года в целях исполнения поручения Президента России, а также в целях выявления проблем, касающихся социального предпринимательства и путей их решения, совместно с Предпринимательской платформой Партии «ЕДИНАЯ РОССИЯ» Дмитрий Сазонов провёл всероссийский мониторинг состояния и перспектив развития социального предпринимательства в Российской Федерации. Данный мониторинг позволит определить критерии отнесения малых и средних предприятий к социальному предпринимательству, главные проблемы социального предпринимательства в регионах и совместно с Государственной Думой Федерального Собрания Российской Федерации, федеральными и региональными органами исполнительной власти, ответственными за развитие социального предпринимательства, Общественной палатой Российской Федерации, общественными организациями и предпринимательскими сообществами разработать пути их решения и выработать рекомендации, которые войдут в основу проекта федерального закона о социальном предпринимательстве. Результаты ожидаются в январе 2019 года.
По итогам 2018 года вошёл в ТОП-10 экспертов, оказывающих наибольшее влияние на формирование правового статуса криптоэкономики в России по оценке Российской ассоциации криптоиндустрии и блокчейна (РАКИБ). За счёт активного включения в законотворческий процесс, привлекая к обсуждению представителей бизнес-сообщества.

## Законотворческая деятельность
С 2016 по 2019 год, в течение исполнения полномочий депутата Государственной ДумыVII созыва, выступил соавтором 17 законодательных инициатив и поправок к проектам федеральных законов.

## Семья
Женат, воспитывает дочь

## Увлечения
Горные лыжи, малая авиация

## Награды
По итогам работы 2017 года Председатель правительства РФ Д. А. Медведев объявил благодарность «За заслуги в законотворческой деятельности и многолетний добросовестный труд».
За активную законотворческую деятельность и многолетнюю добросовестную работу награждён: Медалью ордена «ЗА ЗАСЛУГИ ПЕРЕД ОТЕЧЕСТВОМ II СТЕПЕНИ», Указ Президента РФ от 10.09.2018 № 513.